# كولونيل هايتس
كولونيل هايتس (فيرجينيا) (بالإنجليزية: Colonial Heights, Virginia)‏ هي مدينة ومزرعة واسعة تقع في الولايات المتحدة في فيرجينيا. يقدر عدد سكانها بـ 17,411 نسمة وترتفع عن سطح البحر 29 متر.

## التركيبة السكانية
حدّد مكتب تعداد الولايات المتحدة بيانات التركيبة السكانية لكولونيل هايتس في تعداد الولايات المتحدة. في ما يلي، التركيبة السكانية حسب تعدادي 2000 و2010.

### تعداد عام 2000
بلغ عدد سكان كولونيل هايتس 16,897 نسمة بحسب تعداد عام 2000، وبلغ عدد الأسر 7,027 أسرة وعدد العائلات 4,720 عائلة مقيمة في المدينة. في حين سجلت الكثافة السكانية 836.9 نسمة لكل كيلومتر مربع (2,167.6/ميل2). وبلغ عدد الوحدات السكنية 7,340 وحدة بمتوسط كثافة قدره 363.5 لكل كيلومتر مربع (941.5/ميل2).
وتوزع التركيب العرقي للمدينة بنسبة 89.08% من البيض و6.27% من الأمريكيين الأفارقة و0.19% من الأمريكيين الأصليين و2.72% من الأمريكيين ذوي الأصول الآسيوية و0.08% من سكان جزر المحيط الهادئ و0.64% من الأعراق الأخرى و1.02% من عرقين مختلطين أو أكثر و1.62% من الهسبانيون أو اللاتينيون من أي عرق.
بلغ عدد الأسر 7,027 أسرة كانت نسبة 32% منها لديها أطفال تحت سن الثامنة عشر تعيش معهم، وبلغت نسبة الأزواج القاطنين مع بعضهم البعض 50.3% من أصل المجموع الكلي للأسر، ونسبة 13% من الأسر كان لديها معيلات من الإناث دون وجود شريك، بينما كانت نسبة 3.9% من الأسر لديها معيلون من الذكور دون وجود شريكة وكانت نسبة 32.8% من غير العائلات. تألفت نسبة 27.6% من أصل جميع الأسر من عدة أفراد يعيشون في نفس المنزل ونسبة 12.3% كانت تتألف من شخص يعيش بمفرده يبلغ من العمر 65 عاماً أو أكثر. وبلغ متوسط حجم الأسرة المعيشية 2.37، أما متوسط حجم العائلات فبلغ 2.88.
بلغ العمر الوسطي للسكان 39.9 عاماً. وكانت نسبة 22.6% من القاطنين تحت سن الثامنة عشر، وكانت نسبة 8.3% بين الثامنة عشر والرابعة والعشرين عاماً، ونسبة 26.8% كانت واقعةً في الفئة العمرية ما بين الخامسة والعشرين والرابعة والأربعين عاماً، ونسبة 23.7% كانت ما بين الخامسة والأربعين والرابعة والستين، ونسبة 17.2% كانت ضمن فئة الخامسة والستين عاماً فما فوق. يوجد لكل 100 أنثى 89.3 ذكر، ويوجد لكل 100 أنثى في الثامنة عشر من عمرها فما فوق 83.9 ذكر.
بلغ متوسط دخل الأسرة في المدينة 43,224 دولارًا، أما متوسط دخل العائلة فبلغ 51,806 دولارًا. وكان متوسط دخل الذكور 37,794 دولارًا مقابل 26,324 دولارًا للإناث. وسجل دخل الفرد الخاص بالمدينة 23,659 دولارًا. وكانت نسبة 3.4% من العائلات ونسبة 5.5% من السكان تحت خط الفقر، وكان من هؤلاء نسبة 7.4% تحت سن الثامنة عشر ونسبة 4.2% في الخامسة والستين من العمر وما فوق.

### تعداد عام 2010
بلغ عدد سكان كولونيل هايتس 17,411 نسمة بحسب تعداد عام 2010، وبلغ عدد الأسر 7,275 أسرة وعدد العائلات 4,682 عائلة مقيمة في المدينة. في حين سجلت الكثافة السكانية 862.4 نسمة لكل كيلومتر مربع (2,233.6/ميل2). وبلغ عدد الوحدات السكنية 7,831 وحدة بمتوسط كثافة قدره 387.9 لكل كيلومتر مربع (1,004.7/ميل2).
وتوزع التركيب العرقي للمدينة بنسبة 82.28% من البيض و10.24% من الأمريكيين الأفارقة و0.39% من الأمريكيين الأصليين و3.32% من الأمريكيين ذوي الأصول الآسيوية و0.05% من سكان جزر المحيط الهادئ و1.48% من الأعراق الأخرى و2.24% من عرقين مختلطين أو أكثر و3.87% من الهسبانيون أو اللاتينيون من أي عرق.
بلغ عدد الأسر 7,275 أسرة كانت نسبة 30.7% منها لديها أطفال تحت سن الثامنة عشر تعيش معهم، وبلغت نسبة الأزواج القاطنين مع بعضهم البعض 45.1% من أصل المجموع الكلي للأسر، ونسبة 14.5% من الأسر كان لديها معيلات من الإناث دون وجود شريك، بينما كانت نسبة 4.7% من الأسر لديها معيلون من الذكور دون وجود شريكة وكانت نسبة 35.6% من غير العائلات. تألفت نسبة 30.4% من أصل جميع الأسر من عدة أفراد يعيشون في نفس المنزل ونسبة 15.3% كانت تتألف من شخص يعيش بمفرده يبلغ من العمر 65 عاماً أو أكثر. وبلغ متوسط حجم الأسرة المعيشية 2.37، أما متوسط حجم العائلات فبلغ 2.93.
بلغ العمر الوسطي للسكان 41.9 عاماً. وكانت نسبة 22.3% من القاطنين تحت سن الثامنة عشر، وكانت نسبة 8.2% بين الثامنة عشر والرابعة والعشرين عاماً، ونسبة 23.3% كانت واقعةً في الفئة العمرية ما بين الخامسة والعشرين والرابعة والأربعين عاماً، ونسبة 26.6% كانت ما بين الخامسة والأربعين والرابعة والستين، ونسبة 19.6% كانت ضمن فئة الخامسة والستين عاماً فما فوق. وتوزع التركيب الجنسي للسكان بنسبة 46.3% ذكور و53.7% إناث.